# Xavier Bordes
Xavier Bordes, né aux Arcs-sur-Argens le 4 juillet 1944, est un poète et traducteur français.

## Biographie
Xavier Bordes suit des études musicales et classiques (étude d'organiste, de composition, de théorie atonale et d'orchestration avec Julien Falk). Il défend sa thèse de doctorat sur Joë Bousquet (sous la direction de Jean-Pierre Richard) et de musicologie sur les instruments et musique des Aymara en Amérique du Sud.
Il quitte ensuite Paris pour une mission de musicologie au Maroc ; il s'installe alors à Oued-Zem, puis à Mohammedia en 1973. Il y est enseignant et journaliste (rédacteur en chef de la Revue Automobile Africaine). Xavier Bordes traduit déjà, principalement du grec, notamment les poètes grecs modernes et contemporains : Elýtis, Cavafy, Solomós, Anagnostakis (en), Davvetas, Dionýsios Zakythinós… En 1979, il publie son premier recueil de poésies.
Il retourne à Paris fin 1984, travaille alors dans l'édition musicale, comme directeur artistique. Il est aussi lecteur de grec pour les éditions Gallimard et devient membre du comité de la revue Po&sie. En 1989, en collaboration avec l'entreprise DBE, Xavier Bordes expose un poème de 300 m2 sur une façade du 6 avenue de Friedland à Paris, exposition associée à une conférence et un exposé théorique à la Maison des Écrivains.
Xavier Bordes entreprend, avec les éditions Mille et une nuits, la publication d'œuvres philosophiques gréco-latines liées à l'univers contemporains : Épicure, Ovide, Sénèque, Théophraste... Il mène dès lors parallèlement une œuvre de poète et de traducteur, en grande partie publiée directement sur internet (Calaméo, Overblog, Wordpress). Xavier Bordes publie aussi en revue nombre de textes critiques sur des artistes peintres, photographes, parmi lesquels Rougemont, Le Cloarec, Tisserand, Four, Brandon et Leick.
En 2011, pour le centenaire de la naissance du poète grec Odysséas Elýtis, Xavier Bordes fait don de ses archives Elýtis à la bibliothèque Gennadeion à Athènes (Fond Bordes). La même année, la revue belge Traversées, à laquelle il collabore, se voit couronnée du Prix de la Revue Poétique 2011. Dans cette revue, récemment Xavier Bordes a dirigé le N° 93 consacré à Michel Deguy.

## Publications

### Poésie
- Le Sans-père à plume, préface de Michel Deguy. Ed. de Loess.1984
- L'Argyronef, Belin, 1984
- Syrinx, Belin, 1985
- Ma Venise, éd. Eyras, 1985
- Alphabets, Belin, 1986
- La Pierre Amour, poèmes 1972-1985, Gallimard, 1987, prix Marie Havez-Planque de l’Académie française
- Elégie de Sannois, NRF, 1988
- Notes pour des chasses rêvées, éd. d'Art D. Martin, 1988
- Onze poèmes tirés d'une conque, Champ Vallon, 1988
- Le masque d'Or, éd. de Loess, 1988
- Poèmes Carrés, Belin, 1988
- La chambre aux Oiseaux, édition d'art J.C. Michel, 1989
- Aphrodite, l'harmonie et l'inconcevable, poème et ouvrage collectif ( Fondation Deste.) Nicosie 1990
- Rêve profond réel, Champ Vallon, 1991
- Impérissables passements de lumière, éd. Galerie P. Gabert, 1992
- Le grand Cirque Argos, éd. Robert et Lydie Dutrou, 1993
- Je parle d'un pays inconnu, Le Cri, 1995
- Comme un bruit de source, Gallimard, 1999
- L’étrange clarté de nos rêves, Clàpas, 1999
- A jamais la lumière, Gallimard, 2001
- Quand le poète montre la lune..., éd. de Corlevour, 2003
- L’Astragalizonte et autres poèmes, Traversées, 2016

### Essais
- Michel Four - Peintures, 1972-1987, Éditions de l'office culturel d'Aurillac, 1987.
- Rougemont : impérissables passements de lumières, 1992
- Sur la Saison en Enfer de Rimbaud, Mille et une nuits, 1993
- Fragments d'un Dieu-Michaux, La Licorne, UFR Langues Littératures Poitiers, 1993
- Relire Aragon, Bruxelles, 1995
- Paul Anderbouhr et L'éternité – Ed. Galerie Mazarine 1998
- Quand le poète montre la lune… suivi de Imaginer la tour Eiffel dans la brume…, Les sept soleils de poésie & La disparition des images., De Corlevour, coll. « Essais poésie & philosophie », 2002.
- Odysseas Elytis, 2013 (lire en ligne)

### Articles
- « D'un certain Stéphane Mallarmé », Po&sie, no 85,‎ 1998, p. 74-81

### Traductions
de Manolis Anagnostakis
- Les poèmes (1941- 1971), Bruxelles, Le cri/In’hui, 1994

de Démosthènes Davvetas
- Soleil Immatériel, Galilée, 1989
- La Chanson de Pénélope, Galilée, 1989
- Le Manteau de Laocoon : Poèmes. Galilée, 1991.

d'Odysséas Elýtis
- Marie des Brumes  (trad. Xavier Bordes et Robert Longueville), Paris, F.Maspero, 1982, 104 p. (ISBN 2-7071-1334-4)
- Le monogramme  (trad. Xavier Bordes et Robert Longueville), Revue NRF Gallimard
- Axion Esti suivi de l'Arbre lucide et la quatorzième beauté , et de Journal d'un invisible avril  (trad. Xavier Bordes et Robert Longueville), Paris, Gallimard, coll. « Poésie », 2003, 301 p. (ISBN 2-07-071796-8)
- Les Consanguins (Trad. Xavier Bordes - Revue La Sape - Montgeron.)
- Avant Tout (Cahiers de l'Egaré - Le Revest) 1988
- Elytis - un méditerranéen universel  (Traductions et études en Catalogue Paris - Exposition au Centre Pompidou.) 1988
- Surréalistes Grecs (Traductions et études en Catalogue Paris - Exposition au Centre Pompidou.) 1991

d'Aléxis Zakythinós
- Les noyés du grand large, J.C. Valin  - Hautécritures, 1989

Anthologie :
27 Poètes grecs. (Le Cri/In'hui - )